# La Prensa Gráfica
 La Prensa Gráfica és un diari matinal en línia del Salvador, fundat el 10 de maig de 1915 per Antonio i José Dutriz, disponible tant al Salvador com als Estats Units. L'actual director n'és José Roberto Dutriz.

## Història
Des de la seva fundació, el diari rebia el nom de La Prensa. Va ser fundat el 10 de maig de 1915 pels germans Antonio i José Dutriz al tercer carrer de ponent, al centre de la ciutat de Sant Salvador.
El 1928, el germà Antonio es va retirar a causa d'una malaltia i José Dutriz ho va fer el 1934. Des d'aleshores, el diari va quedar sota la direcció de Manuel Andino. José Quetglas es va convertir en director el 5 de novembre de 1939 i va unir els periòdics La Prensa i El Gráfico el 9 d'agost de 1939 per a formar l'actual La Prensa Gráfica.
Sota la direcció de Quetglas, el diari va haver de bregar contra la censura del govern de Maximiliano Hernández Martínez. José Dutriz Jr. va ser empresonat i Quetglas es va haver d'exiliar el 2 d'abril de 1944 per a evitar de ser executat. Durant el període, Ramón Pleités es va convertir en el director en funcions del diari. A causa de la repatriació de Quetglas, Pleités va assumir el títol de director el 17 de juliol de 1944. Després que la situació s'estabilitzés al Salvador, José Dutriz Jr. va esdevenir director i va iniciar un peíode en el qual va introduir l'ús de classificats i de caricatures. Dutriz es va retirar el 1986 i va ser substituït per Rodolfo Dutriz.
Un llibre publicat el 2002, José Dutriz i el diari 'La Prensa' relata la història del diari i del seu fundador.
La cadena televisiva Univisión i La Prensa Gràfica van forjar una aliança el 2004 per a impulsar l'intercanvi d'informació. Sota aquest acord, el periòdic podria retransmetre en directe, via satèl·lit, les notícies als Estats Units.
El 28 d'agost de 2014 va morir Rodolfo Dutriz i va ser substituït per José Roberto Dutriz.